# كولن ويست (لاعب كرة قدم)
كولن ويست (بالإنجليزية: Colin West)‏ هو لاعب كرة قدم بريطاني في مركز نصف الجناح، ولد في 19 سبتمبر 1967 في ميدلزبرة في المملكة المتحدة. لعب مع تشيلسي.